# Blacula
Blacula (bra: Blácula, o Vampiro Negro; prt: O Vampiro Negro) é um filme estadunidense de 1972, dos gêneros suspense e terror, dirigido por William Crain.. O filme faz parte do movimento blaxpoitation foi um movimento cinematográfico dos anos 1970 caracterizado por filmes independentes e de baixo orçamento, dirigidos principalmente a audiências negras, marginalizadas pelas grandes produções hollywoodianas. Com narrativas que abordavam tensões raciais, criminalidade, uso de drogas e protagonistas negros em papéis centrais, esses filmes misturavam gêneros como comédia, terror (incluindo subgêneros com histórias de vampiros como Blacula) e ação, muitas vezes confrontando o racismo sistêmico e a falta de representatividade no cinema estadunidense. Alinhados aos ideais do Black Power, as tramas contestavam a utopia da democracia racial nos EUA, promovendo consciência social e questionando estruturas de poder. Apesar do impacto cultural, geraram controvérsias por reforçarem estereótipos em algumas interpretações. 

## Sinopse
O Conde Drácula morde o príncipe africano Manuwalde e o prende em um caixão. Séculos depois, Manuwalde sai do caixão, com um novo nome (Blacula) e espalha um rastro de sangue e pânico na cidade. De modo similar à história de Drácula, escrita por Bram Stoker, em Blacula o vampiro procura pela reencarnação de sua falecida esposa, Luva.